# Autographa monogramma
Autographa monogramma är en fjärilsart som beskrevs av Alphéraky 1887. Autographa monogramma ingår i släktet Autographa och familjen nattflyn. Inga underarter finns listade i Catalogue of Life.